# Silva (poesia)

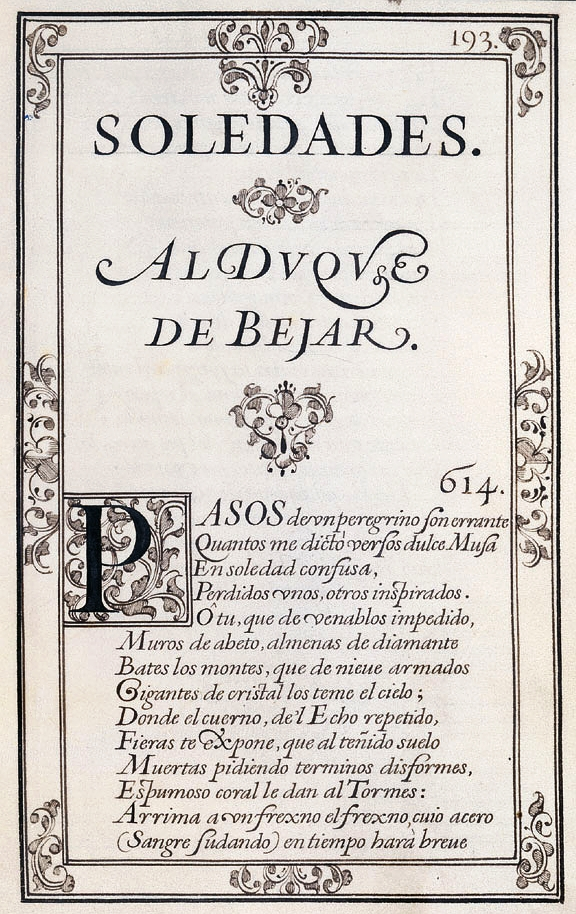
Pàgina inicial de Las Soledades (l. I, pàg. 193) en el Manuscrito Chacón, poema de Luis de Góngora compost en silves.

Una silva és una composició sense estrofa, formada (en la mètrica catalana) per versos hexasíl·labs (6 síl·labes) i decasíl·labs (10 síl·labes), tant de rimes consonants com blancs, i d'extensió il·limitada.
L'origen del terme ve de les Silvae del poeta llatí Papini Estaci, a partir del qual aquesta forma va ser recuperada al renaixement i conreada a bastament a la poesia castellana del barroc (Quevedo, Góngora, Juana Inés de la Cruz...) i a partir d'aquí va passar a la literatura catalana,  on la van conrear autors com Francesc Fontanella. Posteriorment, en castellà la tornen a fer servir notablement Bécquer, i en català Verdaguer i Rubió i Ors, tot i que no ha estat mai una forma gaire freqüent a la poesia catalana.
En castellà és composta per versos hendecasíl·labs (11 síl·labes) i heptasíl·labs (7 síl·labes), de rima consonant. L'àmplia llibertat poètica que suposa converteix aquesta composició en la més moderna de la mètrica clàssica espanyola, per la seva implícita tendència antiestròfica, i com a tal constitueix una forma de transició cap al vers lliure modern. Va començar a conrear-se al segle xvi per influència italiana. Garcilaso de la Vega va publicar les seves famoses èglogues en silves. A partir d'aleshores, serà molt emprada per altres autors, com els barrocs Francisco de Rioja i Luis de Góngora a Soledades, i des de llavors es va establir fermament en la mètrica espanyola. La silva modernista introdueix altres mètriques i també la rima assonant. Una varietat és la silva arromançada en la qual rimen els versos parells en assonant.

## Exemples
El poema Ànima pura que en regió divina de Francesc Fontanella combina silves amb romanços i octaves. Els primers 21 versos formen una silva:
Ànima pura que en regió divina
   descanses, vencedora
de funest occident a eterna aurora;
tu, que l’esfera habites cristal·lina,
   en la immortal morada
   de la suprema zona,
   que faustament destina
igual a tes virtuts glòria sagrada,
digna a tos mèrits ínclita corona;
oh, Claris generós, cèlebre, invicte,
a qui la pàtria i la suprema esfera
en pomposa pietat, en pompa pia,
   aclama, honra i venera;
ou esta humil i rústica Talia
   que per a tanta glòria,
   que per a empresa tanta
mètrica inspiració desitja quanta,
   ab cèlebre alabança,
   consagra a ta memòria
lo temps en bronzos, en diamants la història,
Espanya en ires i en trofeos França.
En castellà, un exemple de silva el trobem a l'obra Al sueño de Miguel de Unamuno:
[...]
En tu divina escuela,
loca y desnuda y sin extraño adorno,
la verdad se revela,
paz derramando en torno;
al oscuro color de tu regazo,
contenta y recogida,
como el ave en su nido,
libre de ajeno lazo,
desnuda alienta la callada vida,
acurrucada en recatado olvido,
lejos del mundo de la luz y el ruido;
lejos de su tumulto,
que poco a poco el alma nos agota,
en el rincón oculto,
en que la fuente de la calma brota.
[...]